# Sōichirō Honda
Sōichirō Honda (17 de noviembre de 1906 - 5 de agosto de 1991) fue un ingeniero y empresario industrial japonés, fundador, en 1948, de la multinacional Honda Motors.

## Biografía
Nacido en el seno de una humilde familia de   Hamamatsu, Shizuoka, desde muy joven Sōichirō Honda fue un apasionado de las motos. Su padre era propietario de un taller de reparación de bicicletas.
A la edad de 15 años, Sōichirō se mudó a Tokio para trabajar en la automovilística Hart Shokai. A los 21 años, retornó a su pueblo natal convertido en un experto mecánico, como jefe de una sucursal de dicha compañía. Sin embargo, enseguida se independizó y montó una fábrica de pistones que pronto fracasó. Posteriormente se inscribió en la universidad y, más tarde, reabrió su pequeña fábrica.
En 1937, Honda fundó Tōkai Seiki para producir anillos de pistón para Toyota. Durante la Segunda Guerra Mundial, un bombardero americano B-29 destruyó la planta de Yamashita de Tōkai en 1944 y la planta de Itawa se cayó en el temblor de 1945 en Mikawa. Después de la guerra, Honda vendió los restos de la compañía a Toyota por ¥450,000 y usó las ganancias para fundar el Instituto Honda para la Investigación Técnica en octubre de 1946.
En 1948, asociado a Takeo Fujisawa, funda la Honda Motor Company con el objetivo de fabricar motocicletas, ya que los bombardeos habían devastado el parque móvil japonés. La idea original consistió en fabricar bicicletas con motor, aunque el primer motor utilizado fue demasiado pesado y enseguida la empresa quebró. Sin embargo, Soichiro fabricó un motor más liviano, rápido y silencioso e, inmediatamente, sobrevino el éxito. La producción fue aumentando vertiginosamente y se instalaron fábricas en todo Japón.
La primera bicicleta motorizada, la tipo A, era impulsada por el primer diseño de Sōichirō Honda, y fue vendida hasta 1951. La tipo D en 1949 era una verdadera motocicleta con un bastidor estampado de acero diseñado y producido por Honda con un motor de 2 tiempos de 98 cc y 3 CV (2,2 kilovatios), y que llegaría a ser el primer motor en la serie de motocicletas  Dream. La Sociedad de ingenieros automotrices de Japón (en japonés) incluyó a los modelos A y D dentro de su lista de "240 hitos de la tecnología japonesa".
Como presidente de la Honda Motor Company, Soichiro Honda la convirtió en una compañía multinacional con un valor de miles de millones de dólares, productora de motocicletas de entre las mejores a nivel mundial. Las habilidades de ingeniería y mercadeo de Soichiro Honda hicieron que Honda Motor Company venciera a Triumph y a Harley-Davidson en ventas en sus respectivos mercados. Al año siguiente, Honda contrató a Takeo Fujisawa, que revisó las finanzas de la compañía y la ayudó a expandirse. En 1959 "Honda Motorcycles" abrió su primera tienda en América.
La reputación de la empresa creció en cuanto las motos Honda comenzaron a ganar en competencias internacionales. 
A principios de 1960, Sōichirō expandió sus actividades industriales dedicándose de lleno a la industria automovilística. Se fijó como meta ganar alguna carrera de Fórmula 1 con un vehículo de su fabricación, lo cual logró en 1965.
Desde 1967, Honda comenzó a producir vehículos pequeños. Cuando se desató la crisis del petróleo en 1973 se aumentó la producción del Honda Civic de bajo consumo, con lo que la empresa se posicionó de modo inmejorable en todo el mundo.
Honda fue presidente de la compañía hasta su retiro en 1973, donde se mantuvo como Director. En 1983 fue nombrado "Supremo Consejero". Ese puesto logró que la revista People lo nombrara entre los "25 personajes más intrigantes del año" ("25 Most Intriguing People of the Year") de 1980, calificándolo como el "Henry Ford" de Japón. Ya retirado Honda trabajó en asuntos relacionados con la "Fundación Honda".

## Últimos años
Aún en avanzada edad, Soichiro y su esposa Sachi tenían licencias para manejo de aviones privados. El disfrutaba  esquiar, ala delta y globo aerostático a los 77, y era un consumado artista. Él y Takeo Fujisawa tuvieron un pacto de nunca forzar a sus hijos a unirse a la Honda. Su hijo, Hirotoshi Honda, fue el fundador y Director ejecutivo de Mugen Motorsports, una compañía dedicada al tuneo y creación de vehículos para carreras.
La ASME creó la medalla Soichiro Honda en reconocimiento de sus logros en 1982; esta medalla se otorga para premiar contribuciones significativas en el campo del transporte de personas. En 1989 entró al Salón de la fama de la industria automotriz cerca de Detroit. Soichiro Honda murió el 5 de agosto de 1991, de insuficiencia hepática. Él fue condecorado "Post Mortem" con el tercer grado de la orden de precedencia y nombrado "Gran Cordón" de la Orden del Sol Naciente.

## Legado
La compañía Honda es una compañía de miles de millones de dólares con presencia a nivel mundial, en las áreas industrial, automotriz, de motociclismo, vehículos terrestres, aéreos y acuáticos. Ha destacado en sus sectores por sus esfuerzos por investigar y desarrollar motores cada vez más eficientes y menos contaminantes. Actualmente (2019), la estrategia de la compañía persigue la movilidad sostenible, el sueño de las emisiones cero. A corto y medio plazo, Honda trabaja por la popularización de los vehículos híbridos como la mejor opción actualmente disponible de forma masiva para reducir el consumo de combustible y como un paso intermedio hacia las tecnologías que en un futuro cercano resolverán la dependencia de los combustibles fósiles y contaminantes.